# Mario Rodríguez Cervantes
Mario Rodríguez Cervantes (Torreón, 18 gennaio 1978) è un ex calciatore messicano, di ruolo portiere.